# Alphonse Esquiros

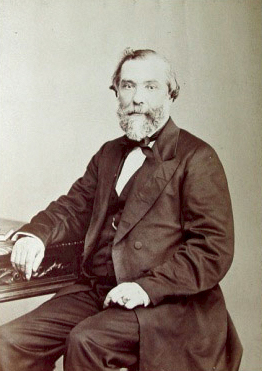
Alphonse Esquiros

Henri François Alphonse Esquiros, född 23 maj 1812, död 12 maj 1876, var en fransk politiker.
Esquiros förfäktade socialistiska idéer och dömdes på grund av sitt politiska författarskap 1840 till fängelse. Han blev deputerad i lagstiftande församlingen 1849, landsflyktig 1851 och åter deputerad 1869. Som tillhörande yttersta vänstern röstade han mot kriget 1870. 1871 blev han deputerad i nationalförsamlingen och senator 1876. Esquiros var även skönlitterärt verksam.